# La Jalousie (pièce de théâtre)
Pour les articles homonymes, voir La Jalousie.
La Jalousie est une pièce de théâtre de Sacha Guitry représentée pour la première fois sur la scène du théâtre des Bouffes-Parisiens, le 8 avril 1915, reprise sur celle du théâtre de la Madeleine le 23 octobre 1930, elle est entrée au répertoire de la Comédie-Française le 30 mai 1932.

## L'intrigue Blondel, qui vient de quitter sa maîtresse, rentre chez lui en retard. Sa femme doit l'attendre pour le dîner. Comment expliquera-t-il? Que répondra-t-il aux questions précises? Il va hésiter, rougir... Qu'inventer?... Ah! l'achat d'un bijou, la surprise aimable qu'on cache pour laisser le temps de graver les initiales. Blondel a trouvé. Il peut affronter sa femme. Il ouvre la porte. Sa femme n'est pas rentrée. Blondel s'étonne que sa femme ne soit pas rentrée, et tout de suite, ses pensées se retournent. Le mari infidèle soupçonne sa femme, devient jaloux. Mme Blondel rentre enfin. Blondel la questionne. Elle plaisante, s'offusque, se tait et puis, tout naturellement, s'explique. Elle préparait une surprise. «Le coup du cadeau!» crie le jaloux qui fixe aussitôt ses soupçons sur l'un de ses amis, Lézignan, se précipite chez lui, n'ose interroger et s'en irait, dépisté, furieux, si sa femme n'arrivait à son tour dans la garçonnière. Ce n'est pas Lézignan qu'elle vient voir: c'est Blondel qu'elle recherche, Blondel qui attend la croix, qui va l'obtenir, enfin! Mais Blondel voit dans cette rencontre une preuve nouvelle. Il ne laisse pas à sa femme le temps de s'expliquer. Il l'entraîne. Elle parvient à revenir chez Lézignan. Ces scènes de jalousie l'exaspèrent: elle ne voit qu'un moyen pour les faire cesser. Elle prévient cet ami respectueux, inoffensif. L'aveu est délicat. Elle s'énerve d'avoir à le faire: elle s'irrite d'être injustement accusée. Car, enfin, elle n'est pas coupable... Elle n'a jamais songé. Si encore elle était coupable... Lézignan n'a pas grand'peine à l'entraîner à mériter désormais les soupçons et les reproches. Et il arrive, le lendemain, que Blondel est plus calme... Il a reçu le cadeau surprise avec ses initiales... Il a peur d'aller trop loin, de souffrir davantage. Il ne veut pas entendre jusqu'au bout le rapport d'un policier privé qu'il avait chargé de surveiller sa femme. Il ne demande qu'à croire à son innocence. Et, conseillée par sa mère, la petite madame Blondel retient l'aveu de la faute dans laquelle elle fut poussée par son mari. Elle dit simplement
« J'ai failli.
- Ah ! tu as failli... Ce « failli » me rassure, m'éclaire. Je suis tranquille. Je suis décoré. »

## Théâtre des Bouffes-Parisiens, 1915
Distribution (au théâtre des Bouffes-Parisiens, du 8 avril au 10 mai 1915, au Gymnase, du 12 au 31 mai 1915 :
- Albert Blondel, un mari : Sacha Guitry
- Marthe Blondel, une femme : Charlotte Lysès
- Mme Buzenay, une mère : Berthe Jalabert
- Marcelin Lézignan, un homme de lettres : Gaston Dubosc
- M. de Coutufond, un détective privé : Louis Maurel[1]
- Henriette Vétiver, une dactylographe : Yane Exiane
- Émile Prétendu, un valet de chambre : Philippon
- Victor Heemskerque, un autre valet de chambre : Bérenger
- Julie Cervelat, une femme de chambre : Mme de Cellar

## Théâtre de la Madeleine, 1930
Du 23 oct. 1930 au 11 janv. 1931 : 

MM. Sacha Guitry (Albert Blondel), Maurice Escande (Lezignan), Louis Kerly (Victor), Lemaire (Émile), Louis Maurel (M. de Coutufond), Yvonne Printemps (Marthe Blondel), Charlotte Barbier-Krauss (Mme Buzenay), Carton (Henriette), Renoult (Julie)

## Comédie-Française, 1932
René Alexandre (Albert Blondel), Charles Granval (M. de Coutufond), Jacques Guilhène (Marcelin Lezignan) Lucien Dubosq (Heemskerque), M. Le Marchand (Emile Prétendu), Suzanne Devoyod (Mme Buzenay), Gabrielle Robinne (Marthe Blondel), Marcelle Gabarre (Julie Cervelat), Edwige Feuillère (Henriette Vetivert)

## Comédie-Française, 1971
Création le 19 avril 1971 : Comédie-Française (Paris)
- Mise en scène	: Michel Etcheverry

Distribution :
- Albert Blondel : Georges Descrières
- Marcelin Lézignan : Bernard Dhéran
- Émile Prétendu : Marco-Béhar
- Victor Heemskerque : Marcel Tristani
- M. de Coutufond : André Reybaz
- Mme Buzenay : Denise Noël
- Henriette Vétiver : Denise Gence
- Marthe Blondel : Geneviève Casile
- Julie Cervelat : Catherine Salviat

## Théâtre des Bouffes-Parisiens, 1992
Du 8 septembre 1992 au 3 janvier 1993
- Mise en scène : Jean-Claude Brialy
- Décors : Charlie Mangel
- Costumes : Michel Fresnay

Distribution :
- Albert Blondel : Jean-Claude Brialy
- Marthe Blondel : Caroline Sihol
- Mme Buzenay : Jacqueline Jehanneuf
- Marcelin Lézignan : Bernard Alane
- M. de Coutufond : Jean-Pierre Vaguer
- Henriette Vétiver : Annie Savarin
- Émile Prétendu : Philippe Dehesdin
- Victor Heemskerque : Didier Gource
- Julie Cervelat : Maryline Brucy

## Théâtre Édouard VII, 2001
À partir du 7 septembre 2001
- Mise en scène : Bernard Murat
- Décors : Nicolas Sire
- Costumes : Bernadette Villard
- Lumière : Laurent Castaingt

Distribution :
- Albert Blondel : Michel Piccoli
- Marthe Blondel : Anne Brochet
- Mme Buzenay : Annick Alane
- Marcelin Lézignan : Stéphane Freiss
- M. de Coutufond : Michel Crémadès
- Henriette Vétiver : Sylvie Flepp
- Émile Prétendu : Michel Pilorgé
- Victor Heemskerque : Pascal Ternisien
- Julie Cervelat : Laurence Kélépikis